# Вибула
«Вибула» (англ. The Dropout) — американський драматичний мінісеріал, заснований на подкасті Ребекки Джарвіс The Dropout про компанію Теранос.
Прем'єра відбулася 3 березня 2022 на Hulu.

## Синопсис
Телесеріал, заснований на однойменному подкасті ABC Audio, розповідає про зліт та падіння Елізабет Холмс та її компанії Theranos.

## У ролях

### Головні
- Аманда Сейфрід — Елізабет Холмс
- Навін Ендрюс — Санні Балвані

### Другий склад і запрошені актори
- Елізабет Марвел — Ноель Холмс
- Уткарш Амбудкар — Ракеш Мадхава
- Лорі Меткалф — Філліс Гарднер
- Білл Ірвін — Ченнінг Робертсон
- Вільям Мейсі — Річард Фуїш
- Стівен Фрай — Іен Гіббонс
- Кейт Бартон — Рошель Гіббонс
- Сем Вотерстон — Джордж Шульц
- Енн Арчер — Шарлотта Шульц
- Ділан Міннетт — Тайлер Шульц
- Кевін Зусман — Марк Ресслер
- Кертвуд Сміт — Девід Бойс
- Майкл Айронсайд — Дон Лукас
- Ебон Мосс-Бакрак — Джон Керрейру
- Ліза Гей Гемілтон — Джудіт Бейкер

## Виробництво та реліз
Проєкт був оголошений 10 квітня 2019 року, коли стрімінговий сервіс Hulu замовив телесеріал із 6 або 10 епізодів. Продюсуватиме серіал кіностудія Searchlight Television.. Аманда Сейфрід отримала головну роль і виступить як продюсер, у той час як Елізабет Меріуезер, Ліз Хелденс, Ліз Ханна і Кетрін Поуп стануть виконавчими продюсерами. 31 березня 2021 року Майкл Шоуолтер та Джордана Моллік приєдналися до серіалу як виконавчі продюсери. Очікується, що Шоуолтер стане режисером кількох епізодів.
Спочатку Кейт Маккіннон мала виконати головну роль — Елізабет Холмс, колишнього генерального директора компанії Theranos. 18 лютого 2021 Маккіннон покинула проєкт. 29 березня 2021 Аманда Сейфрід прийшла на зміну Маккіннон. Через день до основного складу приєднався Навін Ендрюс. 10 червня 2021 другорядні ролі в серіалі отримали Вільям Мейсі, Лорі Меткалф, Елізабет Марвел, Уткарш Амбудкар, Кейт Бертон, Стівен Фрай, Майкл Айронсайд, Білл Ірвін. 3 серпня 2021 Ділан Міннетт, Алан Рак, Мері Лінн Райскаб і Ендрю Лідз також отримали ролі в серіалі.
Прем'єра серіалу відбулася 3 березня 2022 року на Hulu. На міжнародних ринках він буде доступний на Disney+.